# Cornelis Jacobus Aart Kruyt
Cornelis Jacobus Aart Kruyt (Den Haag, 5 april 1869 - Heemstede, 31 maart 1945) was een Nederlands militair en politicus.
'Rijksleider' Kruyt was majoor in het Nederlandse leger, maar al met pensioen toen hij in 1933 de afgezette Albert de Joode opvolgde als leider van een van de takken van de NSNAP. Opvallend programmapunt was zijn pleidooi de volledige bevolking van West-Indië te deporteren en te vervangen door Nederlanders. Hij kreeg slechts een kleine aanhang, bij de Tweede Kamerverkiezingen 1937 kreeg zijn partij slechts ruim 1000 stemmen. In Duitsland was de partij opvallend genoeg groter, met enkele duizenden leden onder de in Duitsland woonachtige Nederlanders. Zowel in Duitsland als in Nederland waren de meeste leden echter van laag allooi. In 1938 verliet een deel van het Duitse kader de partij, omdat het Kruyt van deviezensmokkel verdacht.
Eind 1940 ging de NSNAP-Kruyt op in de NSB.